# Gastrophanella
Gastrophanella är ett släkte av svampdjur. Gastrophanella ingår i familjen Siphonidiidae.
Kladogram enligt Catalogue of Life:
| Gastrophanella | \| \| Gastrophanella cavernicola \| \| \| \| \| \| Gastrophanella implexa \| \| \| \| \| \| Gastrophanella mammilliformis \| \| \| \| \| \| Gastrophanella phoeniciensis \| \| \| \| \| \| Gastrophanella primore \| \| \| \| |
|                | \| \| Gastrophanella cavernicola \| \| \| \| \| \| Gastrophanella implexa \| \| \| \| \| \| Gastrophanella mammilliformis \| \| \| \| \| \| Gastrophanella phoeniciensis \| \| \| \| \| \| Gastrophanella primore \| \| \| \| |
|                | Lithobactrum |
|                | |
|                | Siphonidium |
|                | |
|                | Gastrophanella cavernicola |
|                | |
|                | Gastrophanella implexa |
|                | |
|                | Gastrophanella mammilliformis |
|                | |
|                | Gastrophanella phoeniciensis |
|                | |
|                | Gastrophanella primore |
|                | |

|  | Gastrophanella cavernicola    |
|  |                               |
|  | Gastrophanella implexa        |
|  |                               |
|  | Gastrophanella mammilliformis |
|  |                               |
|  | Gastrophanella phoeniciensis  |
|  |                               |
|  | Gastrophanella primore        |
|  |                               |